# 명탐정 하퍼
《명탐정 하퍼》(영어: Harper)는 미국에서 제작된 잭 스마이트 감독의 1966년 미스터리 범죄 스릴러 영화이다. 폴 뉴먼 등이 출연하였고, 제리 거슈윈 등이 제작에 참여하였다.
1975년 속편격인 《명탐정 하퍼 2》가 개봉하였다.

## 출연진
- 폴 뉴먼
- 로런 버콜
- 줄리 해리스
- 아서 힐
- 재닛 리
- 패멀라 티핀
- 로버트 와그너
- 로버트 웨버
- 셸리 윈터스
- 해럴드 굴드
- 로이 젠슨
- 스트로더 마틴
- 마틴 웨스트
- 재클린 디윗
- 유진 이글레이지어스
- 리처드 칼라일

## 기타 제작진
- 세트: 클로드 카펜터